# Strongylacidon inaequalis
Strongylacidon inaequalis är en svampdjursart som först beskrevs av Jörn Hentschel 1911.  Strongylacidon inaequalis ingår i släktet Strongylacidon och familjen Chondropsidae. Inga underarter finns listade i Catalogue of Life.